# 汐風の中の二人
「汐風の中の二人」（しおかぜのなかのふたり）は、1966年6月15日にビクターレコードより発売された橋幸夫の80枚目のシングルである（SV-348）。竹脇無我が主演した同名の松竹映画（後述）の主題歌になっている。

## 概要
- 橋の楽曲の殆どは、従来、恩師の佐伯孝夫作詞、吉田正作曲であったが、1964年（昭和39年）ごろから、他の作家の曲が登場する。その中でも、1965年1月に発表した、宮川哲夫作詞、利根一郎作曲による「雨の中の二人」（SV-348）は大ヒットしたこと[1]により、同じコンビによる次の楽曲が「汐風の中の二人」として制作された。
- 楽曲は定例となっていた5月の日劇公演（橋幸夫ショウ）[2]で初めて歌唱され、大きな話題となった[3]。
- 作詞作曲だけでなく編曲も「雨の中の二人」同様一ノ瀬義孝。この年、橋、宮川、利根、一ノ瀬の組合わせで「雨の中の二人」（1月）、「汐風の中の二人」（6月）、「霧氷」（10月）と合計3枚のシングルをリリース[4]してヒットさせただけでなく、「霧氷」で、第8回日本レコード大賞を受賞した。2回受賞者は橋が初めてであった。
- 本楽曲の1週間後に発売された「恋と涙の太陽（アメリアッチ）」（佐伯孝夫作詞、吉田正作曲）の大ヒットに押され、ランキングの最高位は月間第四位にとどまった（『平凡』第29回ランキング）が、「二人シリーズ」を定着させて、次作「霧の中の二人[5]（霧氷）」へと繋いだ。
- 宮川、利根は「霧氷」以降も「夜は恋する」（1967年、SV-527)、「恋はせつなく」（1968年、SV-723)を提供し、ヒット賞を獲得しており、このコンビでリリースした楽曲は全てヒット賞を獲得している。
- c/wの「恋のアウトボート」は白鳥朝詠作詞、利根一郎の作曲によるもので、「ネェ、君、君（雨の中の二人のc/w）」に続く利根のリズム歌謡で、橋は「バクハツしている」と評している[6]。「恋のアウトボート」は、フジテレビ系列『王様のレストラン』（1994年放映）の中で唄われた。

## 収録曲
1. 汐風の中の二人
作詞：宮川哲夫、作曲：利根一郎、編曲：一ノ瀬義孝
2. 恋のアウトボート
作詞：白鳥朝詠、作曲：利根一郎、編曲：寺岡真三

## 収録アルバム
- 『橋幸夫が選んだ橋幸夫ベスト40曲』（2000年10月4日）VICL-60641～2
- c/w「恋のアウトボート」は『スイム!スイム!スイム!』に（2005年7月21日、VICL-2008)収録されている。

## 映画「汐風の中の二人」
本曲を題材とした映画は、1966年9月15日に松竹系で公開された。83分。橋幸夫も自分自身の役で助演、また当時人気だったトリオ漫才のナンセンストリオも助演している。
2000年7月21日に松竹ホームビデオからVHSが発売されたが廃盤、DVD化はされてない。

### スタッフ
- 製作 - 沢村国男
- 脚本 - 山根優一郎、桜井秀雄、熊谷勲
- 監督 - 桜井秀雄
- 撮影 - 荒野諒一
- 美術 - 森田郷平
- 音楽 - 小川寛興
- 録音 - 中村寛
- 照明 - 飯島博
- 編集 - 浦岡敬一
- スチル - 佐々木千栄治

### 出演者
- 浅海健太 - 竹脇無我
- 川久保ナミ - 早瀬久美
- 加納市之助 - 宇佐美淳也
- 加納千秋 - 田代美代子
- 伊達隆一郎 - 細川俊之
- 三郎 - 曽我廼家一二三
- 藤山 - 柳沢真一
- 森村 - 高野真二
- 漁師 - ナンセンストリオ
- 橋幸夫 - 橋幸夫

### 同時上映
『横堀川』
- 原作 - 山崎豊子 / 脚本 - 柳井隆雄 / 監督 - 大庭秀雄 / 主演 - 倍賞千恵子
- NHK総合テレビで放送されたドラマの映画化。